# Theodor Hummel

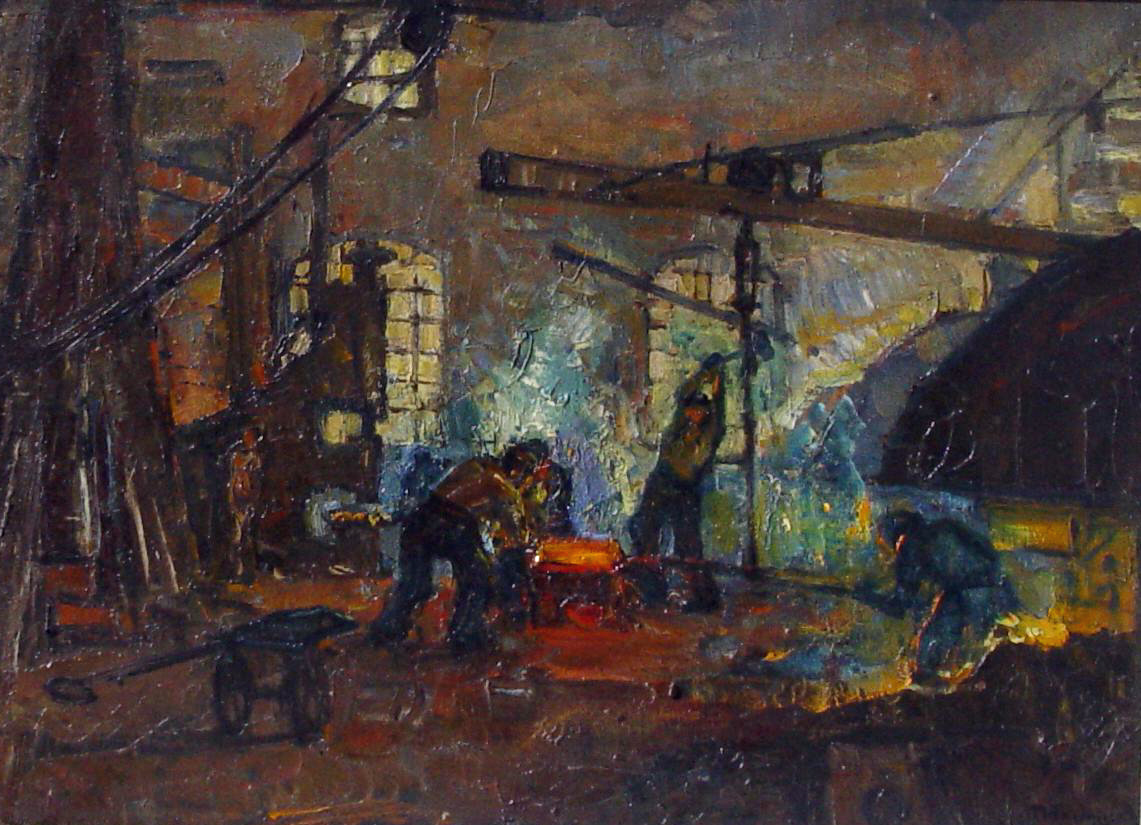
Theodor Hummel, Schmiede

Theodor Hummel (Schliersee, Alemanya, 1864-Múnic, 1939) fou un pintor alemany.
Pintor de gènere i paisatgista, va exposar a Berlín i a Múnic. Va participar en la II Exposició de Belles Arts de Barcelona de 1894 amb l'obra Al costat del llit mortuori de la mare i va rebre la menció d'honor a l'Exposició Universal de París el 1900. Les seves obres més representatives són Pèrgola al jardí, Interior rústic, Alta Baviera i Ram de gira-sols en un gerro.